# Mohall (Dakota del Norte)
Mohall es una ciudad ubicada en el condado de Renville en el estado estadounidense de Dakota del Norte. En el censo de 2010 tenía una población de 783 habitantes y una densidad poblacional de 280,7 personas por km².

## Geografía
Mohall se encuentra ubicada en las coordenadas 48°45′58″N 101°31′1″O / 48.76611, -101.51694. Según la Oficina del Censo de los Estados Unidos, Mohall tiene una superficie total de 2.79 km², de la cual 2.79 km² corresponden a tierra firme y (0%) 0 km² es agua.

## Demografía
Según el censo de 2010, había 783 personas residiendo en Mohall. La densidad de población era de 280,7 hab./km². De los 783 habitantes, Mohall estaba compuesto por el 97.06% blancos, el 0.26% eran afroamericanos, el 1.15% eran amerindios, el 0.13% eran asiáticos, el 0% eran isleños del Pacífico, el 0.38% eran de otras razas y el 1.02% pertenecían a dos o más razas. Del total de la población el 1.28% eran hispanos o latinos de cualquier raza.